# Jan Noyons
Joannes Henricus Maria (Jan) Noyons (Utrecht, 6 juli 1918 – aldaar, 8 december 1982) was een Nederlands beeldhouwer, edelsmid en sieraadontwerper.

## Leven en werk
Noyons (ook: Noijons) was een zoon van koopman Karel Antoon Marie Noyons en Jannetje Jacoba Wilhelmina 't Hart en een jongere broer van de acteur Ad Noyons. Hij werd opgeleid aan het Instituut voor Kunstnijverheidsonderwijs in Amsterdam en bij de Amsterdamse edelsmid Nico Witteman. Hij keerde na zijn studie terug naar Utrecht, waar hij een eigen atelier had aan de Biltstraat.
Noyons maakte grotere werken, zoals het hoofdaltaar (1957-1958) voor de Sint-Willibrorduskerk in Arnhem, maar ook kleiner werk als liturgisch vaatwerk, sieraden, plaquettes en een rammelaar voor prins Willem-Alexander (1967). Met zijn kerkelijke (edel)smeedkunst droeg Noyons in de jaren 50 en 60 bij aan vernieuwing en modernisering. Naast eigen ontwerpen voerde Noyons die van anderen uit, waaronder de door Niel Steenbergen ontworpen bisschopsstaf voor mgr. W.M. Bekkers (1957).
Noyons was lid van de Algemene Katholieke Kunstenaarsvereniging. Hij nam onder andere deel aan een tentoonstelling van Pro Arte Christiana in het Stedelijk Museum Amsterdam (1949), een tentoonstelling voor religieuze kunst bij Genootschap Kunstliefde (1953) en een tentoonstelling voor toegepaste kunst in Hilversum (1955). In 1964 opende hij bij zijn atelier een expositieruimte, waar hij jaarlijks (duo-)exposities organiseerde met beeldhouwers als Fioen Blaisse, Paul Grégoire, Pieter d'Hont, Nel van Lith, Arie Teeuwisse en Theo van de Vathorst. Noyons gaf les aan Clemens van den Broeck en Tom van Bokhoven.
Jan Noyons werd benoemd tot ridder in de Orde van Oranje-Nassau (1977). Hij overleed op 64-jarige leeftijd en werd begraven op begraafplaats Sint Barbara. Zijn atelier aan de Biltstraat werd na zijn overlijden voortgezet door zijn vrouw Toos, tot het in 1986 werd overgenomen door hun zoon Willem Noyons. In 2006 verscheen de monografie Jan Noyons, edelsmid en werd zijn werk getoond in de tentoonstelling Van kelk tot koffiekan bij het Museum Catharijneconvent.
Ontwerptejkeningen voor kerkelijk edelsmeedwerk en foto's van verschillende kunstwerken bevinden zich in het Katholiek Documentatie Centrum in Nijmegen.

## Enkele werken
- reliekschrijn (1948) voor K.S.V. Sanctus Virgilius in Delft
- processiekruis (1949) voor de Sint-Antonius van Paduakerk in Veulen
- tabernakel met kruis (1949) voor de Sint-Eligiuskerk in Oostburg
- altaarkruis, antependium, tabernakelbekleding, kandelaars en doopvontdenksel (1950) voor de Sint-Catharinakerk in Heusden
- reliekhouder (1953) in de vorm van een buste van Willibrordus voor het Sint Willibrordus-altaar in kathedrale basiliek Sint Bavo in Haarlem[7]
- altaarkruis, tabernakel, godslamp, wijwatervat en kandelaars (1953) voor de kapel van het Sint-Jozefziekenhuis in Deventer
- bisschopsstaf en borstkruis (1956) voor P.A. Nierman, bisschop van Groningen
- tabernakel, kruis en kandelaars (1951) voor de kloosterkerk van de Broeders van de Heilige Maagd van de Berg Karmel in Nijmegen
- altaar (1957) voor de Sint-Willibrorduskerk in Arnhem. Het altaar is gebouwd uit hout omkleed met tombakplaten met koperen banden. De reliëfs werden ontworpen en in gips uitgevoerd door Niel Steenbergen. Noyons goot ze vervolgens in brons.
- kelk en pateen (1957) voor (kardinaal) A.J. Simonis bij gelegenheid van zijn priesterwijding (geschenk van zijn ouders).
- kruisbeeld (1960) voor het Sint Liduina Ziekenhuis in Hulst
- doopvont (1960) voor de Steigerkerk in Rotterdam
- zilveren kelk en schaal (1963) voor de H. Johannes de Doperkerk in Zeist
- tabernakel (1964) voor de sacramentskapel in de kerk van de Sint-Adelbertabdij in Egmond-Binnen
- koperen monstrans (1964) voor de Sint-Laurentiuskerk in Bilthoven
- rammelaar (1967) voor prins Willem-Alexander. Prins Claus kreeg de rammelaar uit handen van burgemeester De Ranitz aangeboden toen hij aangifte kwam doen van de geboorte van zijn zoon.[8]
- zonder titel (1967-1968), stalen 'levensboom', in Leiden
- bisschopsring, pectorale en staf voor (kardinaal) A.J. Simonis bij gelegenheid van zijn wijding tot bisschop van het bisdom Rotterdam.
- plaquette 400 jaar Unie van Utrecht (1979), toegevoegd aan de achterzijde van het standbeeld van Jan van Nassau op het Domplein in Utrecht

## Galerij

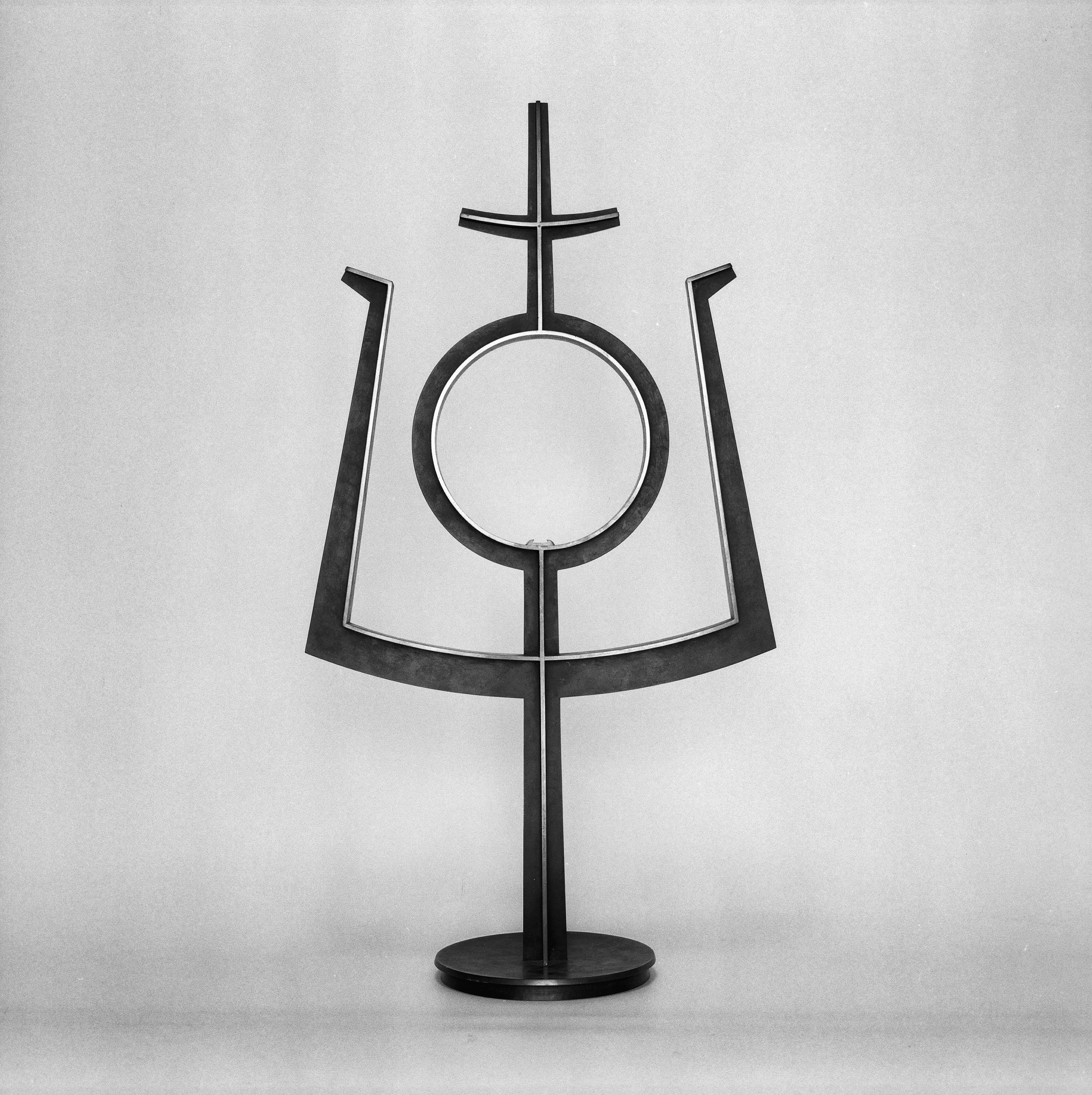
monstrans (1964)
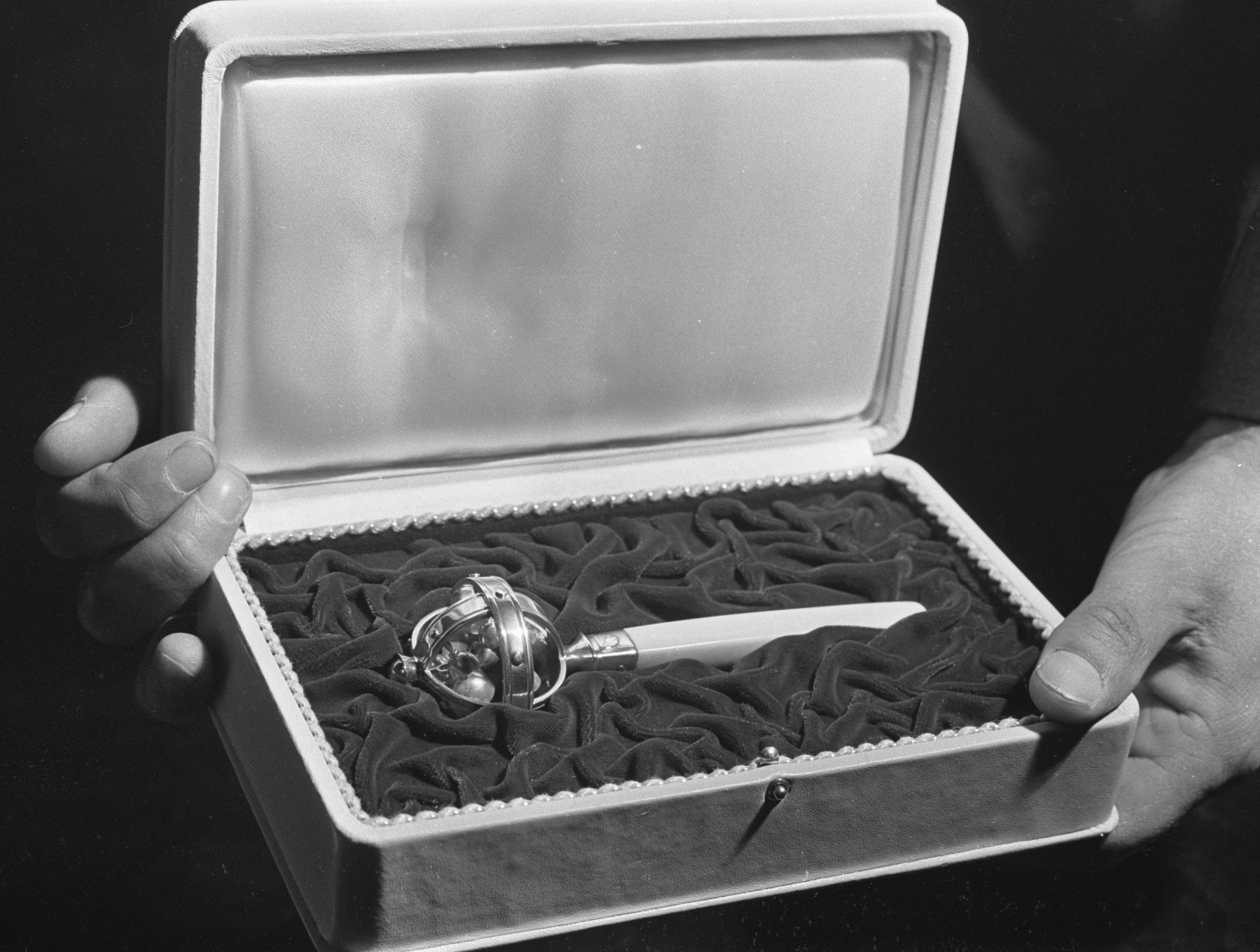
rammelaar voor Willem-Alexander (1967)
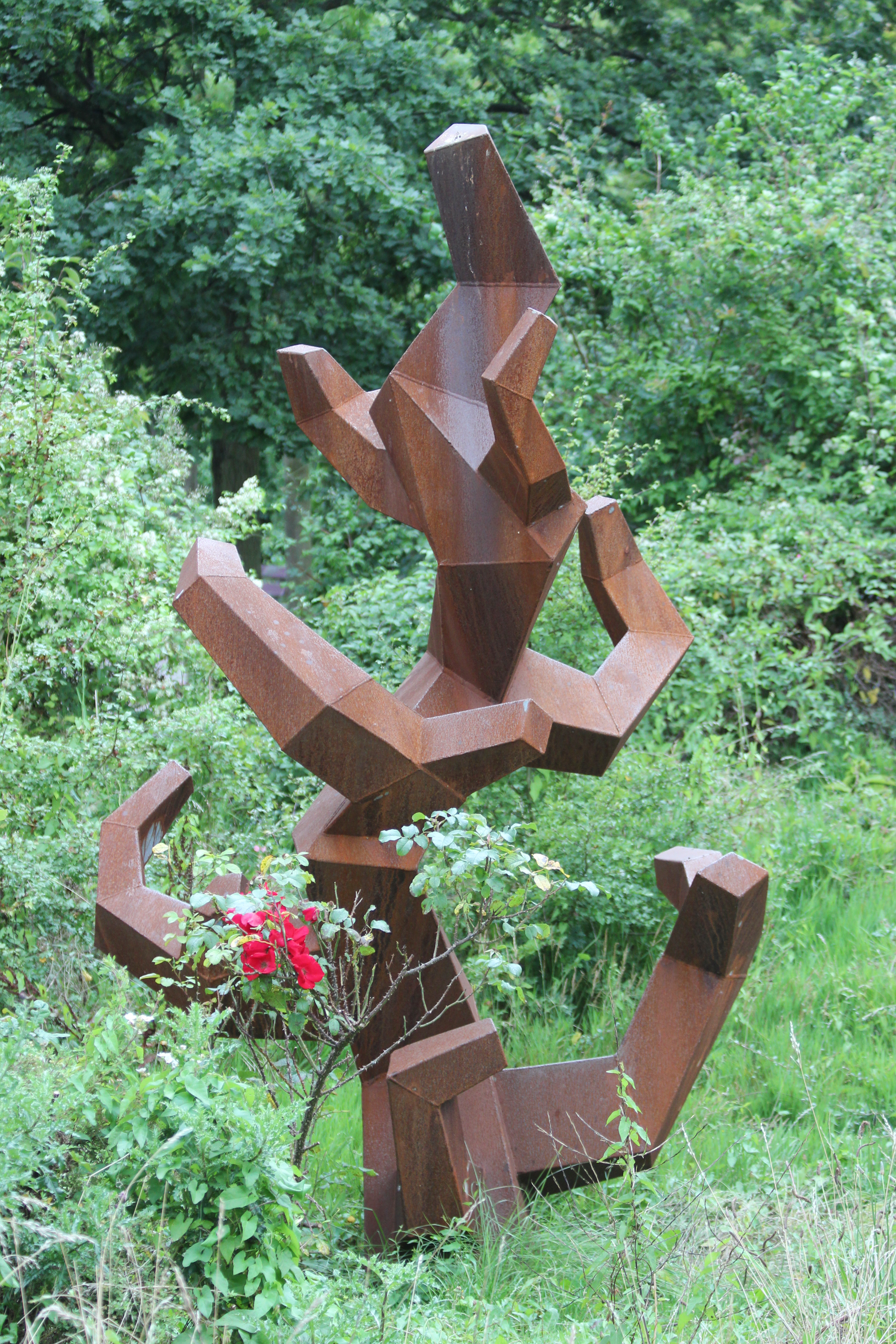
zonder titel (1968)
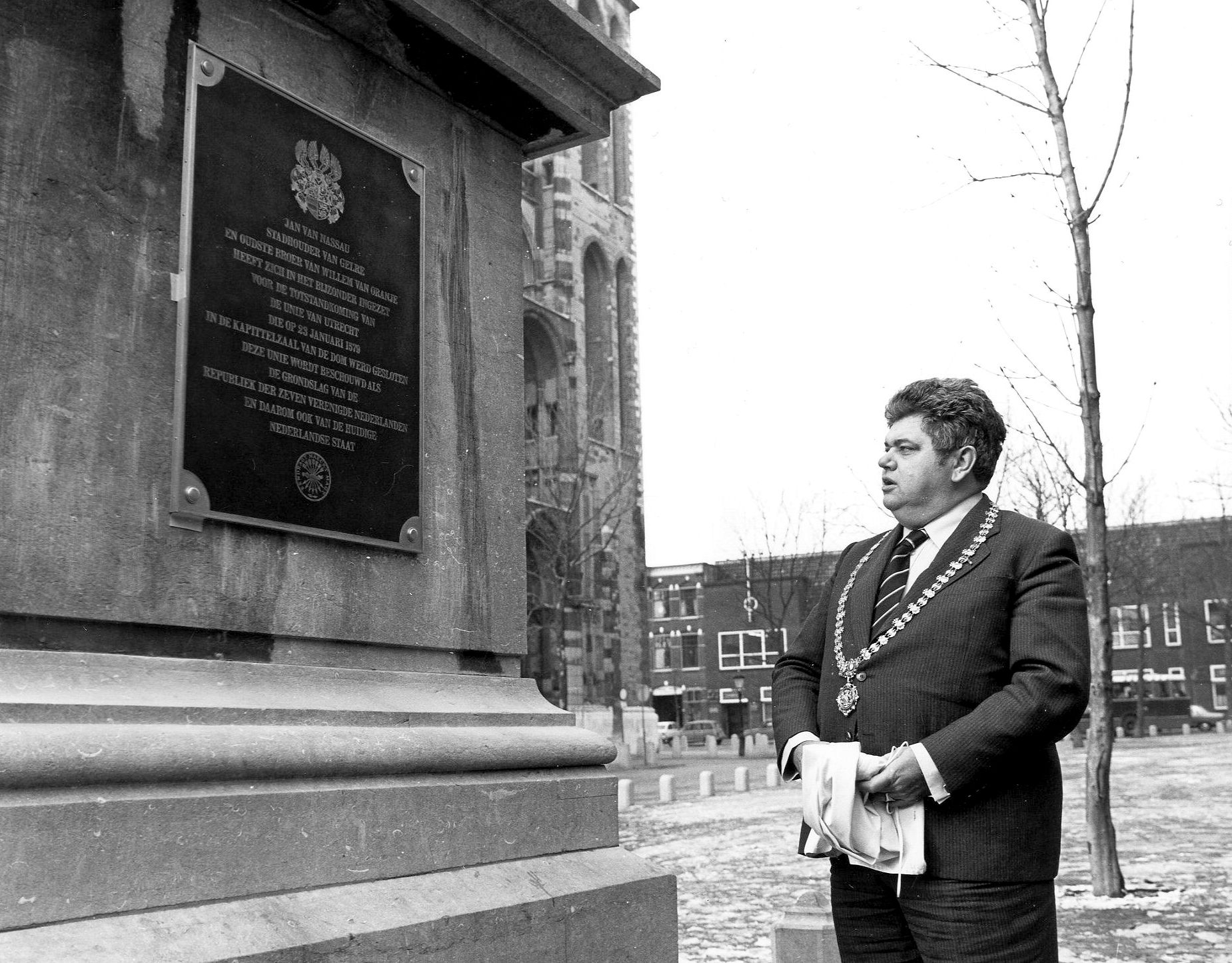
plaquette 400 jaar Unie van Utrecht (1979)

## Museale collecties
Werk van Noyons is opgenomen in de collecties van onder andere het Museum Catharijneconvent en het Rijksmuseum Amsterdam.